# Borough of East Yorkshire
East Yorkshire var ett distrikt i Humberside i England. Distriktet hade 86 700 invånare år 1992. Distriktet upprättades den 1 april 1974 genom att borough Bridlington, stadsdistriktet Driffield slogs ihop med landsdistrikten Bridlington, Driffield och Pocklington. Det avskaffades 1 april 1996 och blev en del av East Riding of Yorkshire.